# Гудермесская соборная мечеть
Гудермесская соборная мечеть  имени Ташу-Хаджи — центральная джума-мечеть города Гудермес Чеченской Республики. В мечети одновременно могут молиться до семи тысяч верующих.

## История
По состоянию на 1883 год в селе Гудермес насчитывалось 4 мечети, главная джума-мечеть и 3 квартальных.
Мечеть имени Ташу-Хаджи находится на улице 84-й Морской Бригады, в городе Гудермесе, Чеченской Республики. Ташу-Хаджи (Воккха Хьаьжа) Саясанский — известный богослов, воин, исламский миссионер, является одним из самых почитаемых святых в Чеченской Республике.
Главная мечеть города Гудермес открылась 23 августа 2011 года. Открытие мечети было приурочено к 60-летию президента Чеченской Республики, Ахмата-Хаджи Кадырова.
Джума-мечеть направлена в сторону главной святыни мусульман в Саудовской Аравии, мечеть аль-Харам (заповедная мечеть). Вмещает в себя вместе с прилегающей территорией более семи тысяч верующих. Архитектура мечети сочетает в себе два стиля — классический османский и византийский. В качестве основы архитектуры использована Голубая мечеть в Стамбуле. Мечеть украшают четырнадцать малых куполов, в центре которых, в окружении четырёх полукуполов, возвышается главный большой купол высотой более двадцати метров. В Гудермесской мечети по углам здания возвышаются четыре минарета они ориентированны по сторонам света для совершения азана, минареты имеют по три балкона. Наружные и внутренние стены основного здания отделаны травертином, а интерьер декорирован белым мрамором.
Построен мраморный резной минбар и молитвенная ниша в стене мечети — михраб, изготовленная из белого мрамора, направлена в сторону Мекки, указывая верующим направление во время молитвы. Центральный зал накрыт большим куполом. Купол и полукупола изнутри украшены надписями — сурами из Корана и изречениями пророка Мухаммеда. В основном зале под куполом находится большая люстра, она украшена кристаллами Swarovski. Соборная мечеть имеет большую красивую территорию, разбит парк с аллеями, проложенными пешеходными дорожками и ухоженными газонами.

## Галерея

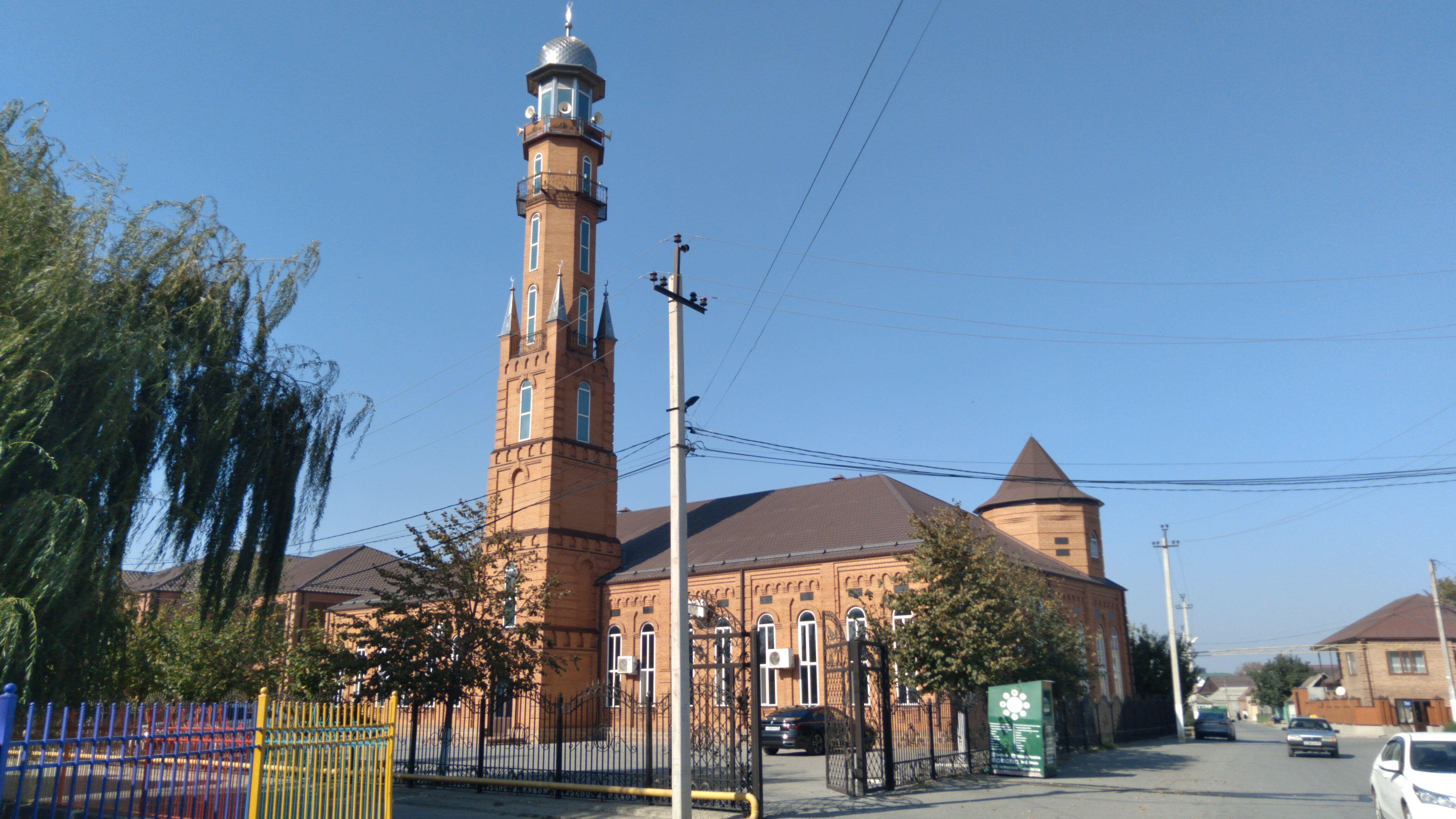
Старая джума-мечеть
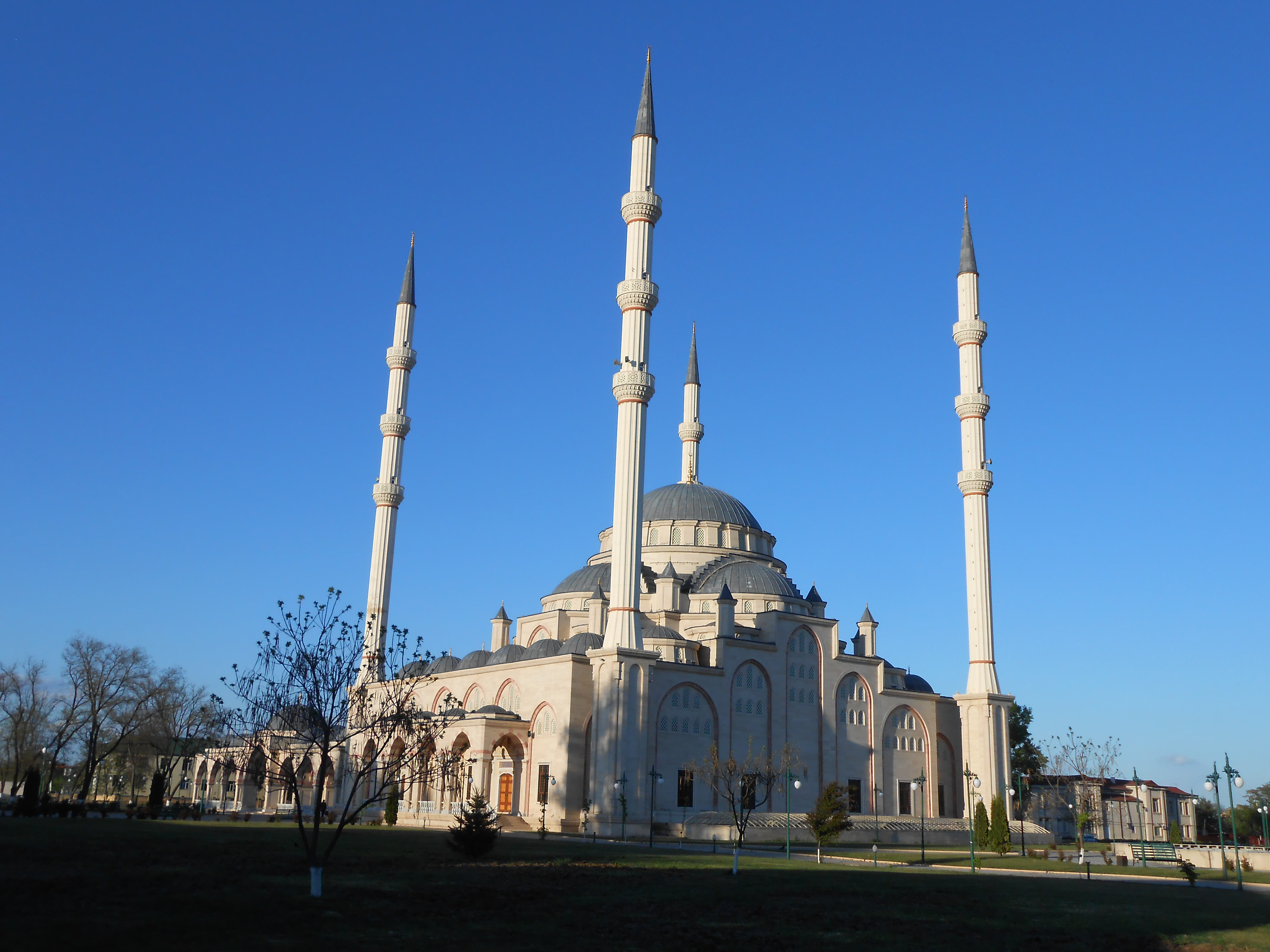
Соборная мечеть